# Micanopy
Pour la ville de Floride, voir Micanopy (Floride).
Micanopy (vers 1780 – 2 janvier 1849), également connu sous les noms de Micco-Nuppe, Michenopah, Miccanopa, Mico-an-opa était un chef amérindien du peuple séminole pendant la seconde guerre séminole. Il est né à Saint Augustine et succéda à Bolek en 1819 comme chef héréditaire des Séminoles.